# Johann Neubauer (Komponist)
Johann Neubauer (wirksam 1649) war ein deutscher Komponist des 17. Jahrhunderts. Er widmete 1649 dem Landgrafen Wilhelm IV. (Hessen-Kassel) mehrere Tänze. Weiteres über sein Leben ist nicht bekannt.

## Werk
Johann Neubauer komponierte „Neue Pavanen, Galliarden, Balletten, Couranten, Allemanden und Sarabanden mit 4 und 5 Stimmen mit dem Basso Continuo (1649).“
Weiter schuf er: „Alleluia, singet dem Herrn ein neues liedt“ 5 stimmig., Diskant-Klavier, „Es ist nichts liebers auf Erden“ für Cantus, Bass und 2 Violinen., „Herr, ich bin nicht wehrt, daß du unter mein Dach gehest“ 7 stimmig. und „Jauchzet dem Herrn alle Welt“ 8 stimmig., verschollen (ehemals Chorbibliothek der Lüneburger Michaelisschule).
Alle Werke Johann Neubauers sind unveröffentlicht.